# 34891 Elizabethpaige
34891 Elizabethpaige è un asteroide della fascia principale. Scoperto nel 2001, presenta un'orbita caratterizzata da un semiasse maggiore pari a 2,2893543 au e da un'eccentricità di 0,1332879, inclinata di 7,40256° rispetto all'eclittica.